# 苏丹民主共和国
苏丹民主共和国（羅馬化：Jumhūrīyat as-Sūdān ad-Dīmuqrāṭīyah）是一个存在于1969年—1985年的国家。
1969年5月25日，以加法尔·尼迈里上校为首的几名年轻军官（他们自称为“自由军官运动”）发动军事政变，推翻时任总统伊斯梅尔·阿扎里的统治，夺取政权。政变者成立国家最高权力机构“全国革命指导委员会”，尼迈里任主席。全国革命指导委员会掌权后，声称将建立一个致力于推进独立的“苏丹式社会主义”的“民主共和国”。不久，改国名“苏丹共和国”为“苏丹民主共和国”。
起初，尼迈里政权得到苏丹共产党的大力支持，苏丹共产党成员还加入政府担任部长。1970年，苏丹共产党与尼迈里政权的关系恶化。1971年3月，尼迈里政权计划成立苏丹社会主义联盟，实行一党制，并开始禁止苏丹共产党的外围组织活动，引起苏丹共产党强烈不满。7月19日—22日，亲苏丹共产党的左翼军官哈希姆·阿塔少校擅自发动军事政变，扣押尼迈里，一度控制局势，但忠于尼迈里的部队随即发动反政变，击败左翼军人；政变失败后，尼迈里政权残酷镇压苏丹共产党，逮捕并处决大批苏丹共产党成员和反对派军官，苏丹共产党转入地下活动。10月12日，尼迈里改任总统。
1972年，在苏丹南部发生的第一次苏丹内战结束。
1976年7月，苏丹的伊斯兰教保守派人士发动一次政变，遭到尼迈里政权的军队迅速镇压，700多名叛乱分子在首都喀土穆被杀死。
1983年，苏丹南部爆发第二次苏丹内战。
1985年初，对政府的普遍不满情绪导致喀土穆发生大罢工。罢工使整个国家的运作陷入瘫痪。4月6日，时任国防部长阿卜杜勒·拉赫曼·苏瓦尔·达哈卜发动一场不流血的军事政变推翻尼迈里政权。10月10日，恢复原来的国名“苏丹共和国”。